# Wereldkampioenschap rolstoelbasketbal
Het wereldkampioenschap rolstoelbasketbal (Engels: IWBF World Championship), is een vierjaarlijks toernooi tussen de nationale mannen- en vrouwenteams die bij de IWBF zijn aangesloten. De eerste officiële editie van het wereldkampioenschap voor mannen werd in 1975 gehouden in de Belgische stad Brugge. In 1973 werd een niet-officieel toernooi voor mannen gehouden, eveneens in Brugge. Bij de vrouwen werd de eerste editie van het wereldkampioenschap in 1990 georganiseerd in de Franse stad Saint-Étienne. De eerste edities van het kampioenschap stonden bekend als de Gold Cup.
De regerend kampioenen zijn de Verenigde Staten bij de mannen en Nederland bij de vrouwen.

## Mannen
| Goud          | Score                        | Zilver     | Brons               | Score | Vierde plaats       |                     |       |           |
| 1973* Details |                              | Brugge     | Verenigd Koninkrijk | 50–37 | Frankrijk           | Nederland           | –     | Duitsland |
| 1975 Details  | 28-31 juli 16 sep. (finales) | Brugge     | Israël              | 50–47 | Verenigde Staten    | Verenigd Koninkrijk | –     | Nederland |
| 1979 Details  | 9-13 mei                     | Tampa      | Verenigde Staten    | 60–49 | Nederland           | Frankrijk           | –     | Israël    |
| 1983 Details  | 23-28 mei                    | Halifax    | Verenigde Staten    | 86–67 | Frankrijk           | Zweden              | –     | Israël    |
| 1986 Details  | 6-12 april                   | Melbourne  | Verenigde Staten    | 61–40 | Canada              | Nederland           | –     | Frankrijk |
| 1990 Details  | 5-10 aug.                    | Brugge     | Frankrijk           | 62–61 | Verenigde Staten    | Canada              | –     | Nederland |
| 1994 Details  | 21-30 juli                   | Edmonton   | Verenigde Staten    | 67–53 | Verenigd Koninkrijk | Canada              | 72–62 | Frankrijk |
| 1998 Details  | 23-30 okt.                   | Sydney     | Verenigde Staten    | 61–59 | Nederland           | Canada              | 63–56 | Australië |
| 2002 Details  | 23-31 aug.                   | Kitakyushu | Verenigde Staten    | 64–55 | Verenigd Koninkrijk | Canada              | 58–47 | Australië |
| 2006 Details  | 6-15 juli                    | Amsterdam  | Canada              | 59–41 | Verenigde Staten    | Australië           | 80–53 | Nederland |
| 2010 Details  | 7-17 juli                    | Birmingham | Australië           | 79–69 | Frankrijk           | Verenigde Staten    | 71–42 | Italië    |
| 2014 Details  | 5-14 juli                    | Incheon    | Australië           | 63–57 | Verenigde Staten    | Turkije             | 68–63 | Spanje    |
| 2018 Details  | 16-26 aug.                   | Hamburg    | Verenigd Koninkrijk | 79–62 | Verenigde Staten    | Australië           | 68–57 | Iran      |
| 2022 Details  | 9–20 juni                    | Dubai      | Verenigde Staten    | 67–66 | Verenigd Koninkrijk | Iran                | 72–54 | Nederland |
| 2026 Details  | 9–19 sep.                    | Ottawa     |                     |       |                     |                     |       |           |

* Niet-officieel kampioenschap

### Medaillespiegel
Bijgewerkt t/m 2022
| Plaats | Land                | Goud | Zilver | Brons | Totaal |
| 1      | Verenigde Staten    | 7    | 5      | 1     | 13     |
| 2      | Verenigd Koninkrijk | 2    | 3      | 1     | 6      |
| 3      | Australië           | 2    | 0      | 2     | 4      |
| 4      | Frankrijk           | 1    | 3      | 1     | 4      |
| 5      | Canada              | 1    | 1      | 4     | 4      |
| 6      | Israël              | 1    | 0      | 0     | 1      |
| 7      | Nederland           | 0    | 2      | 2     | 4      |
| 8      | Iran                | 0    | 0      | 1     | 1      |
| 8      | Zweden              | 0    | 0      | 1     | 1      |
| 8      | Turkije             | 0    | 0      | 1     | 1      |
| Totaal | Totaal              | 14   | 14     | 14    | 42     |

## Vrouwen
| Goud         | Score      | Zilver           | Brons            | Score | Vierde plaats       |                  |       |                  |
| 1990 Details | 5-11 juli  | Saint-Étienne    | Verenigde Staten | 58–55 | Duitsland           | Canada           | –     | Nederland        |
| 1994 Details | 6-13 aug.  | Stoke Mandeville | Canada           | 45–34 | Verenigde Staten    | Australië        | 38–36 | Nederland        |
| 1998 Details | 26-30 okt. | Sydney           | Canada           | 54–38 | Verenigde Staten    | Australië        | 40–35 | Japan            |
| 2002 Details | 26-31 aug. | Kitakyushu       | Canada           | 51–46 | Verenigde Staten    | Australië        | 43–39 | Japan            |
| 2006 Details | 8-14 juli  | Amsterdam        | Canada           | 58–50 | Verenigde Staten    | Duitsland        | 52–48 | Australië        |
| 2010 Details | 7-16 juli  | Birmingham       | Verenigde Staten | 55–53 | Duitsland           | Canada           | 59–49 | Australië        |
| 2014 Details | 20-28 juli | Toronto          | Canada           | 54–50 | Duitsland           | Nederland        | 74–58 | Verenigde Staten |
| 2018 Details | 16-26 aug. | Hamburg          | Nederland        | 56–40 | Verenigd Koninkrijk | Duitsland        | 44–43 | China            |
| 2022 Details | 9–20 juni  | Dubai            | Nederland        | 57–34 | China               | Verenigde Staten | 57–42 | Duitsland        |
| 2026 Details | 9–19 sep.  | Ottawa           |                  |       |                     |                  |       |                  |

### Medaillespiegel
Bijgewerkt t/m 2022
| Plaats | Land                | Goud | Zilver | Brons | Totaal |
| 1      | Canada              | 5    | 0      | 2     | 7      |
| 2      | Verenigde Staten    | 2    | 4      | 1     | 7      |
| 3      | Nederland           | 2    | 0      | 1     | 3      |
| 4      | Duitsland           | 0    | 3      | 2     | 5      |
| 5      | China               | 0    | 1      | 0     | 1      |
| 5      | Verenigd Koninkrijk | 0    | 1      | 0     | 1      |
| 7      | Australië           | 0    | 0      | 3     | 3      |
| Totaal | Totaal              | 9    | 9      | 9     | 27     |